# Списак округа Делавера
Америчка држава Делавер има три округа, што је најмањи број округа од свих америчких држава.
- Округ Сасекс
- Округ Кент
- Округ Њу Касл

Порекло граница округа датира од времена бивших судских округа. Овлашћења законодавних тела округа су ограничени на питања као што су зонирање и развој.